# Protaetia tenuivestis
Protaetia tenuivestis är en skalbaggsart som beskrevs av Moser 1914. Protaetia tenuivestis ingår i släktet Protaetia och familjen Cetoniidae. Inga underarter finns listade i Catalogue of Life.